# Cadurciella inuseta
Cadurciella inuseta là một loài ruồi trong họ Tachinidae.